# Poëzieweek
De poëzieweek is een themaweek die door de grootste Nederlands en Vlaamse poëzieorganisaties wordt georganiseerd.

## Ontstaan
Op 19 september 2012 maakte de Stichting Collectieve Propaganda van het Nederlandse Boek (CPNB) dat eind januari 2013 de eerste poëzieweek wordt georganiseerd om het bereik van poëzie te vergroten. De Poëzieclub, Poetry International, Iedereen Leest vzw, Stichting Lezen Nederland, Wintertuin, en het Poëziecentrum werken hier aan mee. Tijdens deze week worden er meerdere evenementen gehouden zoals de Gedichtendag, de VSB Poëzieprijs wordt uitgereikt en zal de Turing Nationale Gedichtenwedstrijd worden gehouden.
De Poëzieweek begint op de laatste donderdag van januari (= Gedichtendag) en eindigt op de vrijdag acht dagen later.

## Poëziegeschenk
Jaarlijks zal er een poëziegeschenk worden uitgegeven zoals dat ook het geval is bij de Boekenweek en de Kinderboekenweek, dit wordt geschonken bij aanschaf van een andere dichtbundel. Het poëziegeschenk is de opvolger van de gedichtendagbundel. In 2023 werden in Vlaanderen weesgedichten aangebracht ter gelegenheid van de Poëzieweek. 
| Jaar | Auteur                | Titel                         |
| ---- | --------------------- | ----------------------------- |
| 2013 | Anna Enquist          | Een Kooi van Klank            |
| 2014 | K. Schippers          | Buiten Beeld                  |
| 2015 | Ilja Leonard Pfeiffer | Giro giro tondo, een obsessie |
| 2016 | Stefan Hertmans       | Neem en lees                  |
| 2017 | Jules Deelder         | Rotterdamse kost              |
| 2018 | Peter Verhelst        | Wat ons had kunnen zijn       |
| 2019 | Tom Lanoye            | Vrijheid                      |